# 2005年東南亞運動會

菲律賓东南亚运动会會徽

2005年東南亞運動會，官方說法為第23屆東南亞運動會，於2005年11月27日在菲律賓馬尼拉等多個城市舉行，同時也是菲律賓第三度主辦該運動會。

## 會徽
會徽上的節日面具設計好像東南亞的國家一樣。它代表了東南亞不同國家的文化均會共同迎接是次運動會。同時，面具的設計代表了菲律賓人民對這次運動會舉辦的信心。

## 吉祥物
菲律賓的鷹是全球其中一種最大的品種，鷹是代表著成功及自豪的感覺，牠同時代表了所有運動員勝利的精神。

## 本屆運動會的簡介
來自11個國家（包括汶萊、柬埔寨、印度尼西亞、老撾、馬來西亞、緬甸、新加坡、泰國、東帝汶、越南及東道主菲律賓）合共約7,000運動員共同參加41個大項、393個小項此賽。

## 比賽項目
2005年東南亞運動會共設40個大項、393個小項。這屆的比賽項目是東南亞運動會歷史上最多的一次，也比亞運會和奧運會還多。經由菲律賓東南亞運動會組委會的建議，東南亞運動會聯盟決定排除籃球比賽。雖然那是主辦國熱門的運動種類，但國際籃球總會（FIBA）禁止主辦國參加任何國際籃球競賽。
2005年東南亞運動會共有如下運動種類：
| - 射箭 - 菲律賓武術³（详细） - 游泳 - 田徑 - 羽毛球 - 棒球° - 桌球及士碌架¹ - 健美¹ - 拳擊 - 保齡球¹ | - 皮划艇 - 國際象棋¹ - 單車 - 體育舞蹈³ - 馬術 - 劍擊 - 足球 - 高爾夫球¹ - 體操 - 柔道 | - 空手道¹ - 草地滾球³ - 泰拳² - 马来武术² - 地擲球² - 賽艇 - 帆船 - 藤球¹ - 射擊 - 壘球° | - 璧球¹ - 乒乓球 - 跆拳道 - 網球 - 龍舟¹ - 三項鐵人 - 排球 - 舉重 - 摔跤 - 武術¹ |

¹ - 非奧運會項目

² - 東南亞運動會特有項目

³ - 非奧運會項目或東南亞運動會項目，僅由主辦國推薦項目

° - 奧運會項目，但以往未曾納入。

## 各國獎牌數目
注释
  *   主办国（菲律宾）
| 排名               | 国家／地区         | 金牌 | 银牌 | 铜牌 | 總數 |
| ------------------ | ------------------ | ---- | ---- | ---- | ---- |
| 1                  | 菲律宾（PHI）*     | 113  | 84   | 94   | 291  |
| 2                  | 泰国（THA）        | 87   | 78   | 118  | 283  |
| 3                  | 越南（VIE）        | 71   | 68   | 89   | 228  |
| 4                  | 马来西亚（MAS）    | 61   | 49   | 65   | 175  |
| 5                  | 印度尼西亚（INA）  | 49   | 79   | 89   | 217  |
| 6                  | 新加坡（SIN）      | 42   | 32   | 55   | 129  |
| 7                  | 缅甸（MYA）        | 17   | 34   | 48   | 99   |
| 8                  | 老挝（LAO）        | 3    | 4    | 12   | 19   |
| 9                  | 汶莱（BRU）        | 1    | 3    | 2    | 6    |
| 10                 | 柬埔寨（CAM）      | 0    | 3    | 9    | 12   |
| 11                 | 东帝汶（TLS）      | 0    | 0    | 3    | 3    |
| 合计（11个代表团） | 合计（11个代表团） | 444  | 434  | 584  | 1462 |